# Liste des villes jumelées de Turquie
 (décembre 2016).

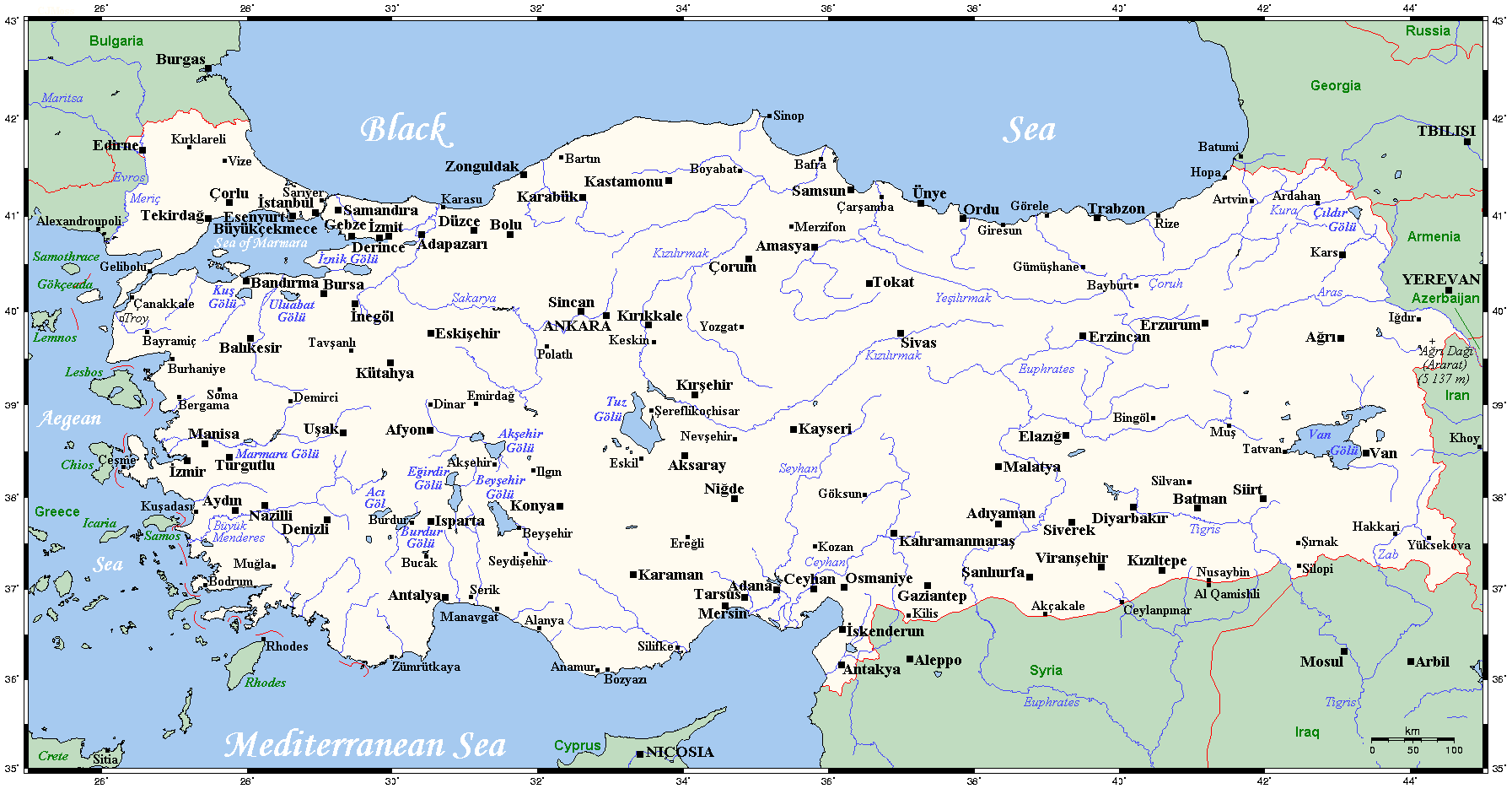
Carte de la Turquie.

Ceci est la liste des villes jumelées de Turquie ayant des liens permanents avec des communautés locales dans d'autres pays. Dans la plupart des cas, en particulier quand elle est officialisée par le gouvernement local, l'association est connue comme « jumelage » (en turc kardeş şehirler). La plupart des endroits sont des villes, mais cette liste comprend aussi des villages, des districts, comtés, etc., avec des liens similaires.
- Haut – A
- B
- C
- D
- E
- F
- G
- H
- I
- J
- K
- L
- M
- N
- O
- P
- Q
- R
- S
- T
- U
- V
- W
- X
- Y
- Z

## A

### Ankara
- Pékin, Chine[1]

## G

### Gaziantep
- Duisbourg, Allemagne (depuis 2005)[2]

## I

### Istanbul[3],[4]
Europe
| - Prizren, Kosovo - Bakou, Azerbaïdjan - Athènes, Grèce - Berlin, Allemagne, - Barcelone, Espagne - Cologne, Allemagne - Constanța, Roumanie | - Durrës, Albanie - Florence, Italie - Kazan, Russie - Londres, Royaume-Uni - Odessa, Ukraine - Plovdiv, Bulgarie - Rotterdam, Pays-Bas (2005 - 2017) | - Sarajevo, Bosnie-Herzégovine - Skopje, Macédoine du Nord - Stockholm, Suède - Strasbourg, France - Venise, Italie - Varsovie, Pologne |

Asie
| - Tabriz, Iran - Almaty, Kazakhstan - Amman, Jordanie - Beyrouth, Liban - Bangkok, Thaïlande - Pusan, Corée du Sud - Damas, Syrie - Dubaï, Émirats arabes unis | - Hô Chi Minh-Ville, Vietnam - Ispahan, Iran - Jakarta, Indonésie - Djeddah, Arabie saoudite - Johor Bahru, Malaisie - Kaboul, Afghanistan - Lahore, Pakistan - Mary Turkménistan | - Och, Kirghizistan - Samarcande, Ouzbékistan - Shanghai, Chine - Shimonoseki, Japon - Surabaya, Indonésie - Xi'an, Chine - Karachi, Pakistan |

Amérique
| - Bogota, Colombie - Buenos Aires, Argentine - Caracas, Venezuela | - La Havane, Cuba - Houston, États-Unis - Sucre, Bolivie | - Mexico, Mexique - Rio de Janeiro, Brésil - Toronto, Canada |

Afrique
| - Le Caire, Égypte - Constantine, Algérie | - Khartoum, Soudan - Rabat, Maroc | - Mogadiscio, Somalie |

## K

### Kemalpaşa
- Kamëz, Albanie, depuis le 7 janvier 2011[9]

## Sources
- (en) Cet article est partiellement ou en totalité issu de l’article de Wikipédia en anglais intitulé « List of twin towns and sister cities in Turkey » (voir la liste des auteurs).